# المقر الرئيس للاتصالات الحكومية
المقر الرئيس للاتصالات الحكومية البريطانية (بالإنجليزية: Government Communications Headquarters) وتختصر (بالإنجليزية: GCHQ) هو وكالة استخبارات ووكالة أمنية بريطانية .